# 水沢里美
水沢 里美（みずさわ りみ、1984年12月25日 - ）は2004年3月31日に解散した元Whiteberryのメンバーで、担当楽器はキーボード。北海道北見市出身。専修大学ネットワーク情報学部卒。血液型はO型。

## 略歴
- バンド結成当時からのメンバーであった。趣味はパソコン。
- コルグのトライトンプロとローランドのJV-90を使用していた。
- トークでは積極的に話し、年長としてWhiteberryを引っ張った。メンバーの中で唯一単独名義での作詞がなかったが、「太陽をぶっ飛ばせ」では単独名義で作曲している。
- バンド解散後は、特技のパソコン(情報)の技術を生かすために、専修大学のネットワーク情報学部に進学。
- 大学卒業後はWhiteberry時代に契約していたソニー・ミュージックレコーズの宣伝担当として活動している。
- 音楽活動については、公に行っておらず引退したものとみられている[1]。